# Comuna Babin, Zastavna
Babin (în ucraineană Бабин, transliterat: Babîn) este o comună în raionul Zastavna, regiunea Cernăuți, Ucraina, formată din satele Babin (reședința), Rudca și Vimușiv.

## Demografie
Componența lingvistică a comunei Babin
     Ucraineană (99,77%)
     Alte limbi (0,23%)
Conform recensământului din 2001, majoritatea populației comunei Babin era vorbitoare de ucraineană (99,77%), existând în minoritate și vorbitori de alte limbi.